# Moses (Schiff)
Die Moses war ein Öltankschiff des schwedischen Unternehmers Ludvig Nobel, das 1880 fertiggestellt und in Betrieb genommen wurde. Sie gilt als weltweit erstes Öltankschiff moderner Bauart, das von vornherein als solches konstruiert wurde.

## Geschichte
Da im Gebiet um Baku sowohl Holzmangel als auch ein Mangel an geeigneten Küfern zur ausreichenden Produktion von Ölfässern herrschte, ließ Ludvig Nobel, der seit 1874 eine Lizenz zum Ausbeuten der Baku-Napthaquellen nutzte, die Werft Motala Varv in Norrköping ein neuartiges Tankschiff für den Öltransport als flüssiges Massengut für den Binnenverkehr auf dem Kaspischen Meer konstruieren, den Dampfer Zoroaster. Die anfangs verbauten zylindrischen Zisternentanks wurden später wieder herausgenommen und der komplette Schiffsraum bis auf den Doppelboden als Tank genutzt. Nach diesem schiffbautechnischen Schritt zum Bau späterer Öltanker moderner Bauart folgten prinzipähnliche größere Nachbauten mit weiter achtern angeordneter Maschinenanlage, die Nordenskjold und die Buddha.
Aufbauend auf diesen Plänen baute die Lindholmens Werft die Moses, bei deren vorderen Tankladeräumen der vorher immer noch vorhandene Doppelboden weggelassen und dem Tankraum zugeschlagen wurde. Zwei hinter den dreiviertel achtern angeordneten Aufbauten oberhalb der Propellerwelle eingebaute Tanks waren jedoch weiterhin als stehende zylindrische Zisternentanks ausgeführt. Trotzdem vereinte die Moses erstmals alle wesentlichen Eigenschaften eines Einhüllen-Tankdampfers, die über viele Jahrzehnte Bestand haben sollten.
Zusammen mit den Vorgängerkonstruktionen bildete die Moses darüber hinaus die Grundlage des leitenden schwedischen Schiffbauingenieurs der Motalawerft, S. Alquist, zur Konstruktion eines der ersten beiden seegehenden Tankschiffe, der Petrolea.